# 科斯捷伊夫
49°58′36″N 24°2′7″E / 49.97667°N 24.03528°E
科斯捷伊夫（烏克蘭語：Костеїв），是烏克蘭西部的村莊，隸屬利維夫州的利維夫區。該村始建於1399年，面積9.05平方公里，2021年人口200，人口密度每平方公里24.31人。